# Yvon Dupuis
Pour les articles homonymes, voir Dupuis (homonymie).
Yvon Dupuis, né le 11 octobre 1926 à Montréal et mort le 1er janvier 2017 à Longueuil, est un homme d'affaires, marchand et homme politique fédéral et provincial du Québec.

## Biographie

### Jeunesse
Né à Montréal, Yvon Dupuis est le fils d'Hector Dupuis, ancien député fédéral de la circonscription de Sainte-Marie. Il étudia au Collège de Varennes à Longueuil et travailla dans le domaine des assurances et dans le domaine du détail en devenant propriétaire de deux magasins de musique.

### Politique provinciale
Il fut élu député du Parti libéral du Québec dans la circonscription provinciale de Montréal—Sainte-Marie en 1952. À cette époque, son père Hector Dupuis était encore député de Sainte-Marie, la circonscription fédérale équivaIente. Ce fut donc la première fois dans l’histoire canadienne qu’un père et un fils représentèrent la même circonscription en même temps aux deux paliers du gouvernement.
Yvon Dupuis fut défait en 1956.

### Politique fédérale
Tentant d'être élu député libéral indépendant dans la circonscription fédérale de Saint-Jean—Iberville—Napierville en 1957, il fut défait par le libéral officiel J.-Armand Ménard. Élu en 1958, il fut réélu en 1962 et en 1963. Il fut défait en 1965, alors qu'il se présentait comme libéral indépendant.

#### Ministre et procès
Durant sa carrière fédérale, il fut ministre sans portefeuille dans le gouvernement de Lester Pearson de 1964 à 1965, mais dut démissionner après qu'on l'eut accusé d'avoir eu une influence dans une affaire de piste de course à Saint-Luc. Le jugement de la cour d'appel du Québec fut prononcé le 10 novembre 1967 par le juge George H. Mongomery, acquittant l'honorable Yvon Dupuis. Bien que d'accord avec leur collègue, les juges André Taschereau et George W. Owen ordonnent un nouveau procès. Le nouveau procès fut tenu devant Monsieur le juge Marc-André Blain de la cour des sessions de la paix du Québec et l'honorable Yvon Dupuis fut acquitté le 16 avril 1968. Il fut aussi secrétaire parlementaire du Secrétaire d'État du Canada de 1963 à 1964.

#### Fin de carrière
En 1973, il devient chef du Ralliement créditiste du Québec, mais échoue dans sa tentative d'être élu dans Saint-Jean, où il termine troisième derrière le libéral Jacques Veilleux et le péquiste Jérôme Proulx. Subissant de plus en plus de pression pour quitter la chefferie, il quitte les Créditistes en 1974 et fonde le Parti présidentiel.
Le 21 octobre 1974, il quitte son parti et met fin à sa carrière politique. Yvon Brochu devient alors le chef du parti présidentiel. Celui-ci fusionne le parti avec l'Union nationale en 1975.

### Après la politique
Il travaille aussi comme annonceur radio dans les stations CKVL, CKAC, CHLT et CIBL. Il est également président de Publivox Inc. et propriétaire de Agence de Voyages Yvon Dupuis Inc. de 1981 à 2003.